# Daniele Gastaldello
Daniele Gastaldello (Camposampiero, provincia de Padua, Italia, 25 de junio de 1983) es un exfutbolista y entrenador italiano. Actualmente está sin club.

## Trayectoria

### Como jugador
Fue comprado por la Juventus en 2002 del equipo de la Serie C2 Calcio Padova; en esa temporada jugó en la escuadra Primavera. En la temporada 2003 estuvo involucrado en una transferencia con Nicola Legrottaglie. Fue vendido a Chievo junto con Matteo Paro y Giuseppe Sculli. Fue cedido al Crotone en enero de 2004. En 2005, fue recomprado, pero la Juventus lo vendió en un acuerdo de copropiedad a Siena por 450 000 €. Matteo Paro también se unió a Siena. En 2007, la Juventus compró la mitad del Siena por 650 000 € y lo vendió a la Sampdoria por 1,25 millones de euros.
El 5 de marzo de 2010 amplió su contrato con la Sampdoria hasta 2014. Junto con Stefano Lucchini, terminaron cuartos durante la temporada 2009-10. En la temporada 2010-11, a menudo se asoció con Massimo Volta en la Liga Europa de la UEFA 2010-11 y Lucchini en la liga nacional. En marzo de 2011, firmó un nuevo contrato de cinco años a partir del 1 de julio de 2011.
Después de la temporada 2019-20 se retiró como futbolista y fue nombrado entrenador asistente técnico del Brescia.

#### Selección nacional
Fue internacional con la selección de fútbol de Italia en una ocasión. Debutó el 29 de marzo de 2011, en un encuentro amistoso ante la selección de Ucrania que finalizó con marcador de 2-0 a favor de los italianos.

### Como entrenador
Tras retirarse como futbolista en activo, aceptó quedarse en el Brescia como cuerpo técnico. El 7 de diciembre de 2020, tras la destitución de Diego López como entrenador, fue nombrado entrenador interino del club, y supervisó un empate 2-2 contra Cremonese antes de volver a su puesto anterior tras el nombramiento de Davide Dionigi como nuevo técnico.
El 21 de diciembre de 2022 fue despedido por el Brescia con efecto inmediato, tras la destitución de Pep Clotet como entrenador. Sin embargo, volvió a ser contratado el 20 de febrero de 2023, esta vez como nuevo entrenador del club.El 10 de noviembre, tras una serie de resultados negativos, fue destituido una vez más de su puesto.

## Clubes

### Como jugador
| Club               | País   | Año       |
| ------------------ | ------ | --------- |
| Calcio Padova      | Italia | 2000-2002 |
| Juventus F. C.     | Italia | 2002-2003 |
| A. C. ChievoVerona | Italia | 2003-2004 |
| F. C. Crotone      | Italia | 2004-2005 |
| A. C. Siena        | Italia | 2005-2007 |
| U. C. Sampdoria    | Italia | 2007-2015 |
| Bologna F. C.      | Italia | 2015-2017 |
| Brescia Calcio     | Italia | 2017-2020 |

### Como entrenador
| Club                      | País   | Año  |
| ------------------------- | ------ | ---- |
| Brescia Calcio (interino) | Italia | 2020 |
| Brescia Calcio (interino) | Italia | 2021 |
| Brescia Calcio            | Italia | 2023 |